# Acide résinique
Un acide résinique est un acide terpénique non volatil présent dans les résines des plantes et plus particulièrement dans celle des pins. Ce sont des agents protecteurs et de préservation du bois qui sont produits par les cellules épithéliales parenchymateuses qui entourent les conduits de résine dans les forêts de conifères tempérées. 
Chimiquement, les acides résiniques se forment par combinaison de molécules à deux ou trois carbones avec des unités isoprèniques pour former des structures mono, sesqui- et diterpène (respectivement volatiles, volatiles et non volatiles). Les acides résiniques ont deux groupes fonctionnels, un groupe carboxyle et des doubles liaisons. 
Selon le squelette de la molécule, on distingue trois classes : abiétane, pimarane, isopimarane et labdane. Presque tous ont le même squelette de base : un système de trois cycles fusionnés avec la formule empirique C19H29COOH.

## Les principaux acides résiniques

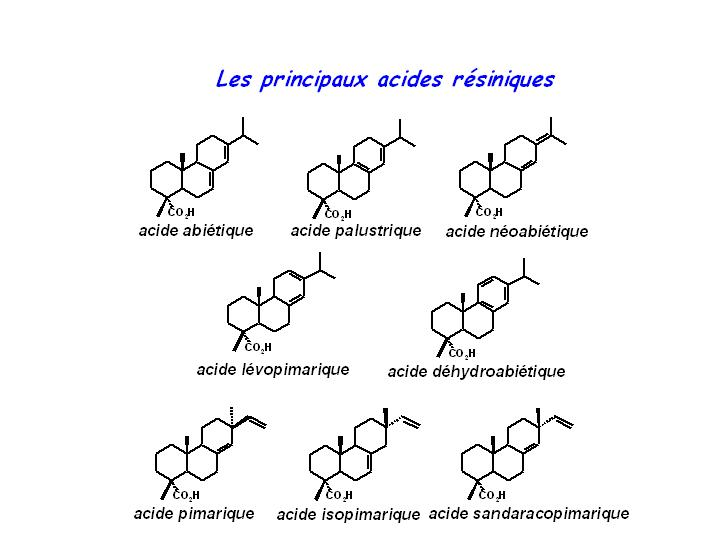

### Acides de type abiétique
- Acide abiétique
  - acide abiéta-7,13-dién-18-oïque
  - acide 13-isopropylpodocarpa -7,13-dién-15-oïque
- Acide néoabiétique
- Acide déhydroabiétique
- Acide palustrique
- Acide lévopimarique
- formule brute C20H30O2, ou C19H29COOH
- représentent la majorité 85-90% d'une huile de tall standard.
- structurellement montré être (CH3)4C15H17COOH
- masse moléculaire : 302

### Groupe pimarique
- Acide pimarique
  - acide pimara-8(14)-15-dién-18-oïque
- Acide isopimarique
- C20H30O2 ou C19H29COOH
- structurellement montré être (CH3)3(CH2)C15H18COOH
- masse molaire : 302
- Acide sandaracopimarique

## Rôle et présence dans les plantes
Les acides résiniques sont des métabolites secondaires des plantes, c’est-à-dire que ce sont des substances qui ne sont pas fondamentalement vitales pour les plantes mais qui sont fabriquées par cette dernière pour se protéger et lutter contre les agressions extérieures comme les insectes, les champignons, les blessures. Dans le cas des pins, les acides résiniques sont contenus dans la résine ou oléorésine et peuvent être récupérés par exemple par distillation de la résine récupérée par gemmage pour former la colophane.
La résine contient en général un mélange d’acides résiniques dont la nature et les proportions varient suivant l’espèce et la provenance géographique. Les acides résiniques sont présents dans la résine de pin sous la forme d’isomères d’acides carboxyliques diterpéniques de formule générale C20H30O2 (masse moléculaire : 302 g/mol). Leur structure dérive du couplage d’unité isoprène qui forme les mono, sesqui, di et triterpènes.